# Рафаил (Хававини)
Епи́скоп Рафаи́л (в миру Ра́фла Хававини или Ававини, араб. رفائيل هواوين‎; род. 9 (21) ноября 1860 года, Дамаск — 14 февраля 1915 года, Нью-Йорк) — епископ Русской православной церкви, епископ Бруклинский, викарий Северо-Американской епархии.
Причислен Православной церковью в Америке к лику святых. Память 14 февраля (ПЦА).

## Биография
Родился в Сирии в 1860 году от православных родителей Михаила Хававини и его второй жены Марии — дочери священника из Дамаска. В 1861 году на праздник Богоявления был крещён с именем Рафла, а немного позднее, весной того же года, семья смогла вернуться в Дамаск.
В 1874 году он блестяще оканчивает начальную школу, однако его семья не могла себе позволить его дальнейшее обучение. Благодаря ходатайству диакона Афанасия Аталлы (впоследствии митрополита Хомского), перед Патриархом Антиохийским Иерофеем, Рафла был принят на пастырские подготовительные курсы при Антиохийской Патриархии. Он учился настолько хорошо, что в 1877 году был становится помощником преподавателя, а на следующий год назначен учителем арабского и турецкого языков.
28 марта 1879 году Патриарх Иерофей постригает его в монашество, после чего монах Рафаил служил патриаршим иподиаконом.
Патриарх Константинопольский Иоаким III предложил Антиохийскому Патриарху прислать хотя бы одного достойного студента для обучения в Халкинской богословской школе с выплатой стипендии, и монах Рафаил занял это единственное место.
8 декабря 1885 году рукоположён в сан иеродиакона в храме при Халкинской школе.
В июне 1886 году иеродиакон Рафаил окончил Халкинскую богословскую школу и вернулся на родину. Поступил на службу к митрополиту Хрисанфу, а затем к Патриарху Герасиму в Дамаске.
Патриарх Антиохийский Герасим часто брал Рафаила в пастырские поездки по своим приходам. Когда Патриарх не мог присутствовать, слово Божие преподавал людям иеродиакон Рафаил.
В бытность в Сирии в качестве проповедника Антиохийского Престола произнес много проповедей и поучений, из коих было напечатано до 15-ти в единственном тогда в Бейруте арабском духовном журнале «Аль-Гидия» («Подарок»).
Не будучи удовлетворён своими знаниями, он решил продолжить учёбу в России и убедил Патриарха Герасима отпустить его учиться в Россию, обещая по окончании обучения вернуться и служить Патриархии секретарём. Получив согласие, иеродиакон Рафаил поступил в Киевскую духовную академию.
Обучаясь в Киевской духовной академии, продолжал сотрудничать с журналом «Аль-Гидия», где были напечатаны множество корреспонденций и статей церковного характера.
Патриарх Герасим назначил иеродиакона Рафаила главой представительства Антиохийской Церкви в Москве, в связи с чем по просьбе Патриарха Герасима к митрополиту Киевскому Платону он 4 июня 1889 года в церкви Братского монастыря был рукоположен в сан иеромонаха ректором Академии епископом Сильвестром (Малеванским).
16 июля 1889 года он был возведён в сан архимандрита митрополитом Московским Иоанникием и утверждён как настоятель церкви представительства Антиохии в Москве.
Через 2 года архимандриту Рафаилу удалось уменьшить долг представительства с 65 тыс. рублей до 15 тыс. рублей. Также он устроил приезд в Россию 24 сирийских студентов для продолжения их учёбы, надеясь, что они вернутся в Сирию для обучения других.
Когда Патриарх Антиохийский Герасим сложил с себя патриаршие обязанности, чтобы принять Иерусалимский патриарший престол, архимандрит Рафаил воспринял это как возможность, чтобы Антиохийскую православную церковь возглавил православный араб, а не грек. Хотя паства Антиохийского патриархата состояла преимущественно из арабов, Патриархами Антиохийскими уже несколько столетий были греки, что вызывало недовольство православных арабов. Архимандрит Рафаил, желая освобождения Антиохийской церкви от власти греков, развил бурную деятельность, рассылая письма отдельным антиохийским епископам и влиятельным мирянам и публикуя статьи в русской прессе, привлекая внимание русской общественности к трудному положению Антиохии. Однако решительные действия не увенчались успехом: в ноябре 1891 года Антиохийским Патриархом был избран митрополит Спиридон (Евфимиу), грек-киприот по происхождению, который, по мнению многих арабов, подкупил избирателей раздачей 10 тысяч лир различным знаменитым людям Дамаска.
Архимандрит Рафаил отказался поминать нового патриарха за богослужением, в результате чего Патриарх Спиридон временно отстранил его от служения. Архимандрит Рафаил принял своё отстранение, но продолжал писать статьи в русских газетах в защиту антиохийского дела.
12 февраля 1893 года по указу Святейшего Синода назначен лектором арабского языка при Казанской духовной академии.
С февраля 1894 по 1895 год — практикант по кафедре греческого (Мануил: арабского) языка в Казанской духовной академии.
В 1895 году переехал в Америку, с назначением в Нью-Йорк для окормления православных сиро-арабов в Алеутской епархии (назначен 21 августа 1895 года). Занимался поиском места и обустройством возобновляемого Никольского храма (приход был тогда заново устроен по ходатайству епископа Николая (Зиорова)).
В 1901 году двукратно был избран на кафедру митрополита Селевкийского, но, желая послужить делу Православия в Америке, оба раза отказался.
1 февраля 1904 года российский император утвердил доклад Святейшего Синода о возведении архимандрита Рафаила в сан епископа Бруклинского с присвоением ему наименования второго викария Алеутской епархии.
29 февраля 1904 года в соборе святителя Николая в Бруклине хиротонисан во епископа Бруклинского, викария Алеутской епархии. Хиротонию совершили епископ Тихон (Беллавин) и епископ Иннокентий (Пустынский). Эта хиротония была первой православной хиротонией в Америке.
Цензор журнала «Американский православный вестник».
С начала 1905 года становится издателем и редактором журнала «Аль-калимат» («Слово») для сиро-арабов, который выходил 2 раза в месяц. Почти все статьи для него составлял сам. Каждый номер состоял из 20 страниц и содержал в себе пять отделов: религиозный (догматический), нравственный, церковный, церковной хроники и официальный епархиальный отдел.
Находился непосредственно в ведении архиепископа Сиро-арабской миссии. Был опытным миссионером с серьёзной богословской подготовкой и прекрасным знанием русского и сиро-арабского языков.
С ростом Нью-Йоркской общины стало расти число детей, и епископ Рафаил был озабочен их будущим. Дети, не говорящие по-арабски, уже ходили в неправославные храмы, где занятия в воскресных школах велись на английском языке. Епископ Рафаил хотел основать православную вечернюю школу, так как будущее Церкви зависело от образования молодёжи. Кроме того, он стал призывать к совершению богослужений на английском языке. Он рекомендовал использовать во всех подчинённых ему приходах служебник, переведённый на английский язык Изабеллой Хэпгуд.
К концу 1912 года епископ Рафаил почувствовал себя плохо. У него была диагностирована сердечная недостаточность, которая впоследствии стала причиной его смерти. Через две недели он почувствовал себя достаточно сильным, чтобы отслужить Литургию в соборе.
Скончался 14 февраля 1915 года в 00.40 ночи после трёхнедельной тяжёлой болезни. Возглавляемая им Сиро-арабская миссия насчитывала к тому времени 30 приходов и 25 тысяч верующих.

## Канонизация и почитание
Решением состоявшегося 20—27 марта 2000 года Священного синода Православной церкви в Америке причислен к лику святых. Канонизация святителя и связанные с нею торжества состоялись 28—29 мая в Свято-Тихоновском монастыре в штате Пенсильвания.
В апреле — мае 2015 года в США состоялись торжества, посвящённые 100-летию преставления святителя Бруклинского Рафаила.
3 апреля 2019 года решением Синода Украинской Православной Церкви включён в состав Собора святых Киевской духовной академии

## Труды
- Антиохийское патриаршее подворье и при нëм — Вознесенско-Ипатиевская церковь в Москве. — М., 1891;
- Размышление о молитве. — М., 1891;
- Поучение о милосердии. — М., 1892;
- Ответ на энциклику папы Льва XIII. — Каз., 1895 (на араб, яз.);
- Из миссионерского дневника архимандрита Рафаила, настоятеля Сиро-арабской миссии в Нью-Йорке // Американский православный вестник. 1899. — Т. 3. — № 15. — С. 422—423;
- Православная Сиро-арабская духовная миссия в Северной Америке // Американский православный вестник. 1900. — Т. 4. — № 16. — С. 326;
- Из миссионерского дневника архимадрита Рафаила: Путешествие в Юкатан — Мексико, 1902 г. // Американский православный вестник. 1902. — Т. 6. — № 8. — С. 173—177.